# James Dryburgh
James Dryburgh (ur. 27 maja 1975 w Inverness) – praworęczny szwedzki curler, z pochodzenia Szkot, mąż Margarethy Lindahl. W Sztokholmie mieszka od 2000. Z zawodu nauczyciel wychowania fizycznego. Do sezonu 2007/2008 był wicekapitanem w drużynie Pei Lindholma. Od 2008 pełni funkcję trenera męskiej reprezentacji Danii.

## Drużyna
|           | Czwarty         | Trzeci         | Drugi            | Otwierający     |
| --------- | --------------- | -------------- | ---------------- | --------------- |
| 2006/2008 | Peja Lindholm   | James Dryburgh | Viktor Kjäll     | Anders Eriksson |
| 2001/2004 | James Dryburgh  | Henrik Edlund  | Mathias Carlsson | Magnus Nilsson  |
| 1995/1996 | James Dryburgh  | Ross Barnet    | Ronald Brewster  | David Murdoch   |
| 1990/1991 | Alan MacDougall | James Dryburgh | Fraser MacGregor | Colin Beckett   |

## Najważniejsze osiągnięcia
| Rok  | Zawody                      | Reprezentacja   | Miejsce | Pozycja |
| ---- | --------------------------- | --------------- | ------- | ------- |
| 1991 | Mistrzostwa Świata Juniorów | Szkocja         | 1       | 3       |
| 1996 | Mistrzostwa Świata Juniorów | Szkocja         | 1       | S       |
| 1997 | Mistrzostwa Europy          | Szkocja         | 3       | R (0)   |
| 1998 | Igrzyska Olimpijskie        | Wielka Brytania | 7       | R (1)   |
| 1999 | Mistrzostwa Europy          | Szkocja         | 1       | R (0)   |
| 2007 | Mistrzostwa Świata          | Szwecja         | 5       | 3       |
|      | Mistrzostwa Europy          | Szwecja         | 6       | 3       |